# プラチナムベスト 崎谷健次郎〜Mellow Groove Collection〜
『プラチナムベスト 崎谷健次郎〜Mellow Groove Collection〜』（プラチナムベスト さきやけんじろう〜メロウ・グルーヴ・コレクション〜）は、崎谷健次郎の通算5枚目のベスト・アルバム。2015年6月17日に発売。

## 概要
1〜6枚目のオリジナル・アルバム曲の中から、ポニーキャニオンが「夏」「海」「ドライブ」などのシチュエーションに合う楽曲を選曲し、再構成したベスト・アルバム。
CD収録にあたっては、高音質CDフォーマットであるUHQCD（Ultimate High Quality CD）を採用し、全曲がアナログからリマスターされている。

## ディスクジャケット
CDジャケットは、崎谷の姿はなく、椰子の木立が左方から傾く白い砂浜に透明な海、青空に積乱雲を配した南国の風景画となっている。

## 収録曲
1. 潮騒の時 (THE SOUND OF WAVES)
2. 夏のポラロイド
3. 風を抱きしめて (remix)
4. もう一度夜を止めて
5. 夏の午后 (remix)
6. ラベンダーの中で
7. ROOMS
8. Because Of Love
9. Melody
10. 冬の時計台
11. 7TH AVE.
12. Parallel Line
13. Kiss of Life
14. 思いがけないSITUATION
15. 涙が君を忘れない
16. ただ一度だけの永遠